# Liste des cantons de la Corse-du-Sud

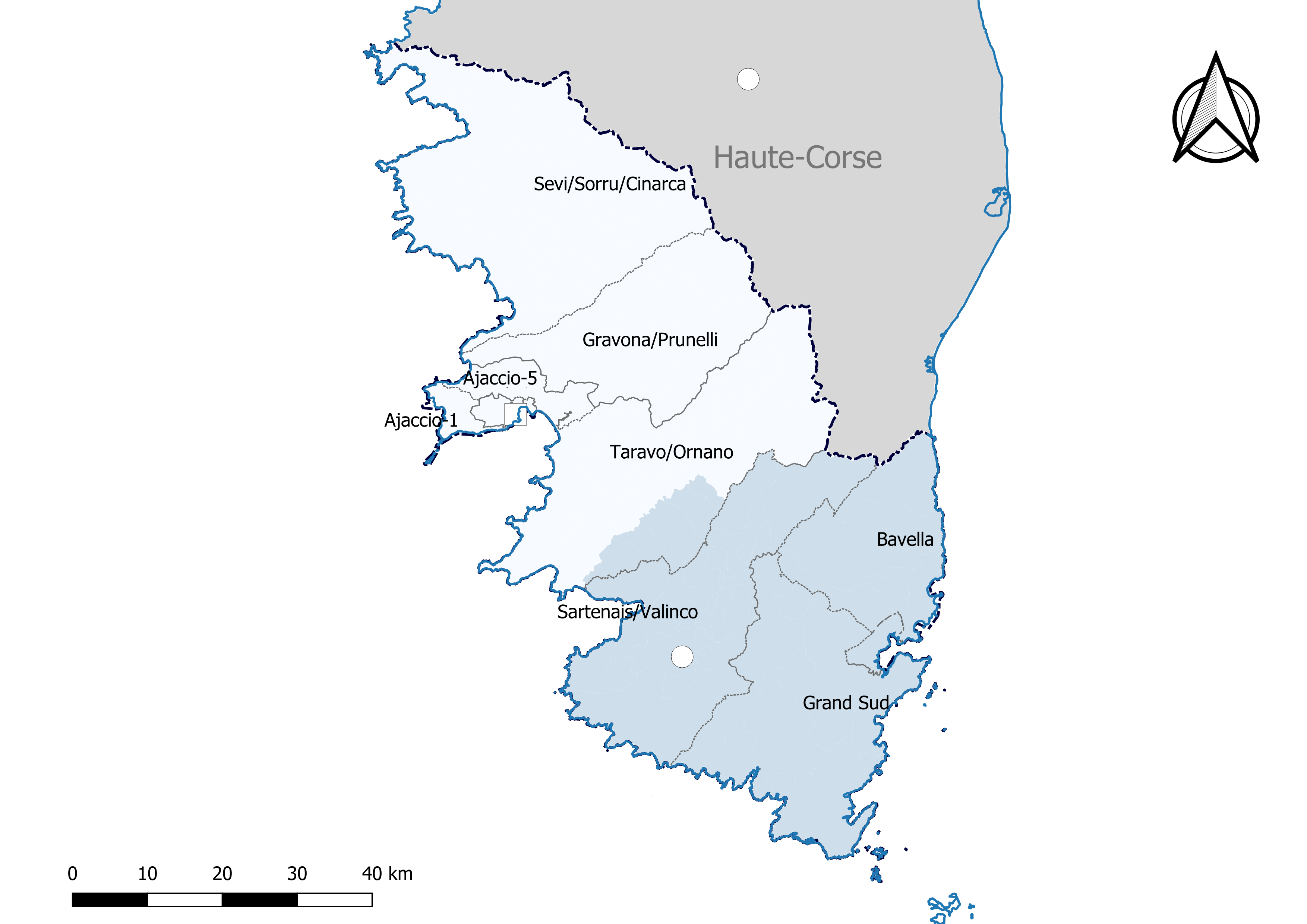
Découpage cantonal du département de la Corse-du-Sud, avec en surimpression les arrondissements (en nuances de bleu) - Carte arrêtée au 1er janvier 2019.

Cet article présente la liste des cantons du département de la Corse-du-Sud. De 22 cantons à la création du département en 1976, le nombre est réduit à 11 lors du redécoupage cantonal de 2014. 

## Histoire

### Découpage cantonal antérieur à 2014
| Arrondissement d'Ajaccio  | 14 cantons - préfecture : Ajaccio     | canton d'Ajaccio-1 - canton d'Ajaccio-2 - canton d'Ajaccio-3 - canton d'Ajaccio-4 - canton d'Ajaccio-5 - canton d'Ajaccio-6 - canton d'Ajaccio-7 - canton de Bastelica - canton de Celavo-Mezzana - canton de Cruzini-Cinarca - canton des Deux-Sevi - canton des Deux-Sorru - canton de Santa-Maria-Siché - canton de Zicavo. |
| Arrondissement de Sartène | 8 cantons - sous-préfecture : Sartène | canton de Bonifacio - canton de Figari - canton de Levie - canton d'Olmeto - canton de Petreto-Bicchisano - canton de Porto-Vecchio - canton de Sartène - canton de Tallano-Scopamène. |

### Redécoupage cantonal de 2014
Dans la poursuite de la réforme territoriale engagée en 2010, l'Assemblée nationale adopte définitivement le 17 avril 2013 la réforme du mode de scrutin pour les élections départementales destinée à garantir la parité hommes/femmes. Les lois (loi organique 2013-402 et loi 2013-403) sont promulguées le 17 mai 2013. Un nouveau découpage territorial est défini par décret du 24 février 2014 pour le département de la Corse-du-Sud. Celui-ci entre en vigueur lors du premier renouvellement général des assemblées départementales suivant la publication du décret, soit en mars 2015. Les conseillers départementaux sont élus au scrutin majoritaire binominal mixte. Les électeurs de chaque canton éliront au Conseil départemental, nouvelle appellation des Conseils généraux, deux membres de sexe différent, qui se présenteront en binôme de candidats. Les conseillers départementaux seront élus pour 6 ans au scrutin binominal majoritaire à deux tours, l'accès au second tour nécessitant 10 % des inscrits au 1er tour. En outre la totalité des conseillers départementaux est renouvelée.
Ce nouveau mode de scrutin nécessite un redécoupage des cantons dont le nombre est divisé par deux avec arrondi à l'unité impaire supérieure si ce nombre n'est pas entier impair et avec des conditions de seuils minimaux. En Corse-du-Sud le nombre de cantons passe ainsi de 22 à 11.
Les critères du remodelage cantonal sont les suivants : le territoire de chaque canton doit être défini sur des bases essentiellement démographiques, le territoire de chaque canton doit être continu et les communes de moins de 3 500 habitants sont entièrement comprises dans le même canton. Il n’est fait référence, ni aux limites des arrondissements, ni à celles des circonscriptions législatives.
Conformément à de multiples décisions du Conseil constitutionnel depuis 1985 et notamment  sa décision no 2010-618 DC du 9 décembre 2010,  il est admis que le principe d’égalité des électeurs au regard des critères démographiques est respecté lorsque le ratio conseiller/habitant de la circonscription est compris dans une fourchette de 20 % de part et d'autre du ratio moyen conseiller/habitant du département. Pour le département de la Corse-du-Sud, la population de référence est la population légale en vigueur au 1er janvier 2013, à savoir la population millésimée 2010, soit 145 429 habitants. Avec 11 cantons la population moyenne par conseiller départemental est de 13 221 habitants. Ainsi la population de chaque nouveau canton doit-elle être comprise entre 10 577 habitants et 15 865 habitants pour respecter le principe de l'égalité citoyenne au vu des critères démographiques.

## Composition actuelle

### Composition détaillée
| N° | Nom du Canton      | Bureau centralisateur | Population 2010           | Écart /moyenne | Nombre de communes entières | Communes composant le canton |
| -- | ------------------ | --------------------- | ------------------------- | -------------- | --------------------------- | --- |
| 1  | Ajaccio-1          | Ajaccio               | 14 226                    | 1.08           | fraction Ajaccio            | La partie de la commune d'Ajaccio située à l'ouest d'une ligne définie par l'axe des voies et limites suivantes : depuis la limite territoriale de la commune de Villanova, rue du Fort (direction Est), avenue Nicolas-Pietri (direction Sud), cours du Général-Leclerc, rue Rossi, avenue de Verdun (direction Nord-Est), rue Henri-Maillot, canal de la Gravona, avenue Napoléon-III (direction Sud-Est), avenue de l'Impératrice-Eugénie, rue Henri-Dunant, rue du Sergent-Casalonga, rue du Général-Campi, rue du Général-Fiorella (direction Est), rue du Docteur-Stéphanopoli, rue du Cardinal-Fesch (direction Sud-Est), passage Bonino, tronçon de voie dans le prolongement du passage Bonino (direction Est), quai de la République (direction Sud). |
| 2  | Ajaccio-2          | Ajaccio               | 14 033                    | 1.06           | fraction Ajaccio            | 1° A l'est d'une ligne définie par l'axe des voies et limites suivantes : depuis la limite territoriale de la commune de Villanova, rue du Fort (direction Est), avenue Nicolas-Pietri (direction Sud), cours du Général-Leclerc, rue Rossi, avenue de Verdun (direction Nord-Est), rue Henri-Maillot, canal de la Gravona, avenue Napoléon-III (direction Sud-Est), avenue de l'Impératrice-Eugénie, rue Henri-Dunant, rue du Sergent-Casalonga, rue du Général-Campi, rue du Général-Fiorella (direction Est), rue du Docteur-Stéphanopoli, rue du Cardinal-Fesch (direction Sud-Est), passage Bonino, tronçon de voie dans le prolongement du passage Bonino (direction Est), quai de la République (direction Sud) ; 2° A l'ouest d'une ligne définie par l'axe des voies et limites suivantes : depuis la limite territoriale sud de la commune d'Alata, ruisseau de San-Remedio (direction Est), canal de la Gravona (direction Sud), chemin de la Carosaccia (direction Sud-Est), rue des Romarins (direction Sud-Est), chemin de Loretto (direction Sud-Est), avenue du Maréchal-Moncey (direction Sud), avenue du Colonel-Colonna-d'Ornano (direction Est), chemin de la Lisa (direction Sud), chemin de crête, avenue de la Grande-Armée (direction Nord-Est), avenue Beverini-Vico, cours Napoléon (direction Sud), avenue Jean-Jérôme-Levie, boulevard Charles-Bonaparte, jetée du Margonajo jusqu'au littoral. |
| 3  | Ajaccio-3          | Ajaccio               | 16 253                    | 1.22           | fraction Ajaccio            | La partie de la commune d'Ajaccio située au sud et à l'ouest d'une ligne définie par l'axe des voies et limites suivantes : depuis le littoral, jetée du Margonajo, boulevard Charles-Bonaparte, avenue Jean-Jérôme-Levie, cours Napoléon (direction Nord), avenue Beverini-Vico, avenue de la Grande-Armée (direction Sud-Ouest), chemin de crête, chemin de la Lisa (direction Nord), avenue du Colonel-Colonna-d'Ornano (direction Ouest), avenue du Maréchal-Moncey (direction Nord), chemin de Loretto (direction Nord-Ouest), rue des Romarins (direction Nord-Ouest), chemin de la Carosaccia (direction Nord-Ouest), canal de la Gravona (direction Nord), ruisseau de San-Remedio (direction Est), route d'Alata (direction Nord), tronçon de voie dans le prolongement de la route d'Alata (direction Nord), canal de la Gravona (direction Nord-Est), boulevard Louis-Campi (direction Sud-Ouest), boulevard Sebastianu-Costa, chemin de Candia, rue de Candia, cours Jean-Nicoli. |
| 4  | Ajaccio-4          | Ajaccio               | 13 723                    | 1.04           | fraction Ajaccio            | La partie de la commune d'Ajaccio située au sud et à l'est d'une ligne définie par l'axe des voies et limites suivantes : cours Jean-Nicoli, rue de Candia, chemin de Candia, boulevard Sebastianu-Costa, boulevard Louis-Campi (direction Nord-Est), route nationale 194 (direction Nord-Est), route du Stiletto, chemin de Pietralba (direction Sud-Ouest). |
| 5  | Ajaccio-5          | Ajaccio               | 14 952 + fraction Ajaccio | 1.13           | 3 + fraction Ajaccio        | 1° Les communes suivantes : Alata, Bastelicaccia, Villanova ; 2° La partie de la commune d'Ajaccio non incluse dans les cantons d'Ajaccio-1, Ajaccio-2, Ajaccio-3 et Ajaccio-4. |
| 6  | Bavella            | Porto-Vecchio         | 13 428                    | 1.02           | 5 + fraction Porto-Vecchio  | 1° Les communes suivantes : Conca, Lecci, San-Gavino-di-Carbini, Sari-Solenzara, Zonza ; 2° La partie de la commune de Porto-Vecchio située à l'est et au nord d'une ligne définie par l'axe des voies et limites suivantes : depuis la limite territoriale de la commune de San-Gavino-di-Carbini, rivière de Bala (direction Sud), route de Muratello (direction Est), route de Muratello (direction Est puis Sud-Est), chemin de Quenza, chemin d'Avretto (direction Nord-Est), rue du Maréchal-Juin (direction Sud), rue du 9-Septembre-1943, voie romaine (direction Sud-Est), quai de Syracuse (direction Sud-Est). |
| 7  | Grand Sud          | Porto-Vecchio         | 11 772                    | 0.89           | 7 + fraction Porto-Vecchio  | 1° Les communes suivantes : Bonifacio, Carbini, Figari, Levie, Monacia-d'Aullène, Pianottoli-Caldarello, Sotta ; 2° La partie de la commune de Porto-Vecchio non incluse dans le canton de Bavella. |
| 8  | Gravona-Prunelli   | Afa                   | 14 432                    | 1.09           | 15                          | Afa, Appietto, Bastelica, Bocognano, Carbuccia, Cuttoli-Corticchiato, Ocana, Peri, Sarrola-Carcopino, Tavaco, Tavera, Tolla, Ucciani, Valle-di-Mezzana, Vero. |
| 9  | Sartenais-Valinco  | Propriano             | 11 265                    | 0.85           | 25                          | Altagène, Arbellara, Aullène, Belvédère-Campomoro, Bilia, Cargiaca, Foce, Fozzano, Giuncheto, Granace, Grossa, Loreto-di-Tallano, Mela, Olmeto, Olmiccia, Propriano, Quenza, Sainte-Lucie-de-Tallano, Santa-Maria-Figaniella, Sartène, Serra-di-Scopamène, Sorbollano, Viggianello, Zérubia, Zoza. |
| 10 | Sevi-Sorru-Cinarca | Cargèse               | 7 511                     | 0.57           | 33                          | Ambiegna, Arbori, Arro, Azzana, Balogna, Calcatoggio, Cannelle, Cargèse, Casaglione, Coggia, Cristinacce, Evisa, Guagno, Letia, Lopigna, Marignana, Murzo, Orto, Osani, Ota, Partinello, Pastricciola, Piana, Poggiolo, Renno, Rezza, Rosazia, Salice, Sant'Andréa-d'Orcino, Sari-d'Orcino, Serriera, Soccia, Vico. |
| 11 | Taravo-Ornano      | Grosseto-Prugna       | 13 834                    | 1.05           | 34                          | Albitreccia, Argiusta-Moriccio, Azilone-Ampaza, Campo, Cardo-Torgia, Casalabriva, Cauro, Ciamannacce, Cognocoli-Monticchi, Corrano, Coti-Chiavari, Cozzano, Eccica-Suarella, Forciolo, Frasseto, Grosseto-Prugna, Guargualé, Guitera-les-Bains, Moca-Croce, Olivese, Palneca, Petreto-Bicchisano, Pietrosella, Pila-Canale, Quasquara, Sampolo, Santa-Maria-Siché, Serra-di-Ferro, Sollacaro, Tasso, Urbalacone, Zévaco, Zicavo, Zigliara. |
|    |                    |                       | 145 429                   |                | 124                         | |

### Répartition par arrondissement
Contrairement à l'ancien découpage où chaque canton était inclus à l'intérieur d'un seul arrondissement, le nouveau découpage territorial s'affranchit des limites des arrondissements. Certains cantons peuvent être composés de communes appartenant à des arrondissements différents. Dans le département de la Corse-du-Sud, c'est le cas du Taravo-Ornano).
Le tableau suivant présente la répartition par arrondissement :
| N° | Canton             | Ajaccio              | Sartène                    | Total                      |
| -- | ------------------ | -------------------- | -------------------------- | -------------------------- |
| 1  | Ajaccio-1          | fraction Ajaccio     |                            | fraction Ajaccio           |
| 2  | Ajaccio-2          | fraction Ajaccio     |                            | fraction Ajaccio           |
| 3  | Ajaccio-3          | fraction Ajaccio     |                            | fraction Ajaccio           |
| 4  | Ajaccio-4          | fraction Ajaccio     |                            | fraction Ajaccio           |
| 5  | Ajaccio-5          | 3 + fraction Ajaccio |                            | 3 + fraction Ajaccio       |
| 6  | Bavella            |                      | 5 + fraction Porto-Vecchio | 5 + fraction Porto-Vecchio |
| 7  | Grand Sud          |                      | 7 + fraction Porto-Vecchio | 7 + fraction Porto-Vecchio |
| 8  | Gravona-Prunelli   | 15                   |                            | 15                         |
| 9  | Sartenais-Valinco  |                      | 25                         | 25                         |
| 10 | Sevi-Sorru-Cinarca | 33                   |                            | 33                         |
| 11 | Taravo-Ornano      | 28                   | 6                          | 34                         |
|    |                    | 81                   | 44                         | 124                        |

## Articles liés
- Liste des conseillers généraux de la Corse-du-Sud
- Conseil général de la Corse-du-Sud